# BE-4
El BE-4 (Blue Engine 4) és un motor de coet de combustió escalonada alimentat amb metà liquat  ric en oxigen produït per Blue Origin. El BE-4 es va desenvolupar amb finançament públic i privat. El motor ha estat dissenyat per produir 2.4 meganewtons (550,000 lbf)    d'empenta al nivell del mar.
Inicialment es va planificar que el motor s'utilitzi exclusivament en un vehicle de llançament propietari de Blue Origin New Glenn, el primer coet orbital de la companyia. Tanmateix, el 2014 es va anunciar que el motor també s'utilitzaria al vehicle de llançament Vulcan Centaur de la United Launch Alliance (ULA), el successor del vehicle de llançament Atlas V. La selecció final del motor per part d'ULA es va produir el setembre de 2018.
Tot i que prèviament estava previst volar ja el 2019, la primera prova de vol del nou motor es va llançar el 8 de gener de 2024 al coet Vulcan Centaur.

## Història
Després de l'adquisició de Pratt & Whitney Rocketdyne per part d'Aerojet el 2012, el president de Blue Origin, Rob Meyerson, va veure l'oportunitat d'omplir un buit a la base industrial de defensa. Blue Origin va entrar públicament al negoci dels motors de coets líquids associant-se amb ULA en el desenvolupament del BE-4 i treballant amb altres empreses. Meyerson va anunciar la selecció de Huntsville, AL com a ubicació de la fàbrica de producció de coets de Blue Origin el juny de 2017.
Blue Origin va començar a treballar al BE-4 el 2011,  encara que no es va fer cap anunci públic fins al setembre de 2014. Aquest va ser el seu primer motor a cremar oxigen líquid i propelents de gas natural liquat. El setembre de 2014, en una opció etiquetada com "un sorprenent" per SpaceNews, el gran fabricant de vehicles de llançament i proveïdor de serveis de llançament United Launch Alliance va seleccionar el BE-4 com a motor principal per a un nou vehicle de llançament principal. Blue Origin va dir que el "BE-4 estaria" llest per al vol "el 2017".
A l'abril de 2015, estaven en marxa dos programes de desenvolupament paral·lel. Un programa estava provant versions a gran escala del powerpack BE-4, que són el conjunt de vàlvules i turbobombes que proporcionen la barreja adequada de combustible/oxidant als injectors i a la cambra de combustió. El segon programa estava provant versions de subescala dels injectors del motor. La companyia tenia previst començar les proves del motor a gran escala a finals de 2016 i esperava completar el desenvolupament del motor el 2017.
El 30 de juny de 2023, un motor BE-4 va explotar durant 10 segons durant les proves, provocant danys al banc de proves. El motor estava destinat al vol en el segon vol Vulcan. Blue Origin ha afirmat conèixer la causa, però, A 18 d'octubre de 2023, no han publicat aquesta informació.
El 8 de gener de 2024, ULA va llançar amb èxit el seu coet Vulcan-Centaur  utilitzant el motor BE-4. Aquesta va ser la primera vegada que el motor s'havia utilitzat per a un vol amb èxit.
A partir del 2024, hi ha dues línies de producció per al BE-4, una per subministrar ULA i una altra per a New Glenn.

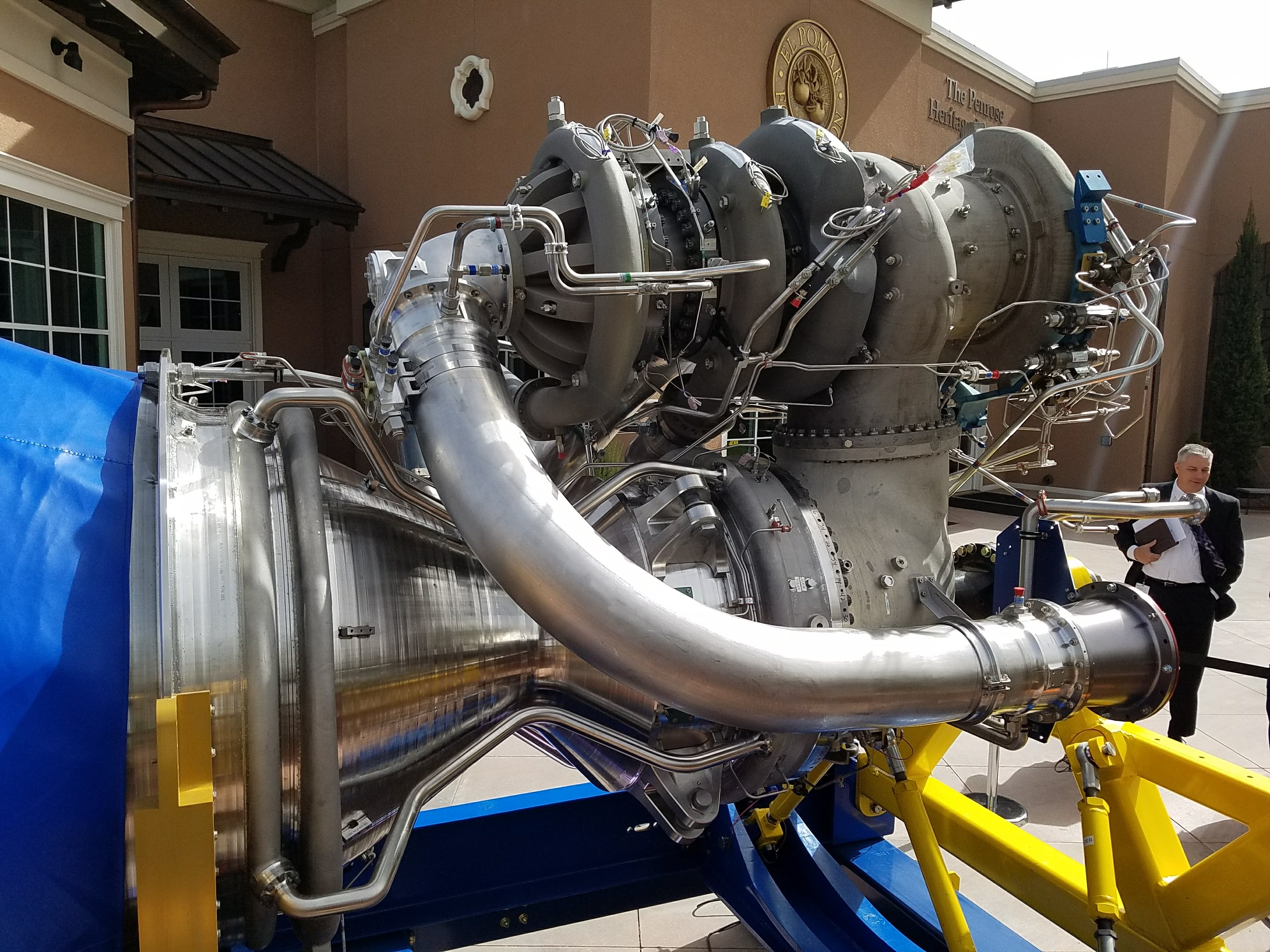
Capçal i cambra de combustió del motor de coets Blue Origin BE-4, abril de 2018: vista lateral d'entrada de gas natural liquat. Aquest va ser el primer motor BE-4 que es va provar amb foc; la prova va tenir lloc el 18 Octubre 2017.

## Aplicacions
El 2017, el BE-4 s'estava considerant per utilitzar-lo en dos vehicles de llançament aleshores en desenvolupament. Abans d'això, també s'estava considerant un derivat modificat del BE-4 per a l'avió espacial experimental XS-1 per a un projecte militar nord-americà, però no es va seleccionar. El 2018, era el motor seleccionat tant per als vehicles de llançament Blue Origin New Glenn com per als vehicles de llançament ULA Vulcan.